# Градинска овесарка
Градинската овесарка (Emberiza hortulana) е птица от семейство Чинкови. Среща се и в България.

## Физически характеристики
Дължината на тялото е около 16 cm. Оперение: Има полов диморфизъм и малки възрастови различия. Мъжкият е със сиво-зелени глава, шия и гърди. Гърбът е кафяв с черни резки, гърлото е жълто, а коремът канеленокафяв. Женската е по-светла, с черни резки по гушата и надопашката.

## Разпространение
Обитават места с храсти и дървета.